# 잭 케루악
잭 케루악(Jack Kerouac, 1922년 ~ 1969년)은 미국 비트 제너레이션의 대표적 작가이다.
매사추세츠 출신으로, 컬럼비아 대학을 다니다가 시인이 되기 위해 남부를 방랑하고, 해군에 입대했다가, 2개월 만에 다시 학교로 복귀하는 등, 젊은 시절을 파란과 방랑으로 보냈다. 특히 세계대전 중에는 상선을 타고 대서양과 지중해를 방랑하고, 도보로 서부와 멕시코를 여행하였다.
이런 생활 속에서 질서도 의미도 상실한 사회의 획일적 부품에 지나지 않는 인간생활에 반발하여 현재의 감각적 도취에서 자아(自我)의 충족을 포착하려는 전후 미국 젊은 세대를 주제로 하여 《마을과 도시》(1950)를 발표했다. 그 후 7년간의 방랑생활을 결산하는 《길 위에서》(1957)는 케루악 자신의 자전적(自傳的) 소설이며, 도취의 세계를 찾아 전국을 표류하는 비트족의 바이블로서 큰 반향을 불러일으켰다. 앨런 긴즈버그, 윌리엄 S. 버로스, 닐 캐서디, 루시엔 카 등과 교류하면서 비트 문학의 대변자가 되었다.
이 밖의 작품으로 《다르마 행려》(1958), 《지하생활자》(1958)로부터 《닥터 색스》(1958), 《매기 캐시디》(1959), 《트리스테사》(1960), 《빅서》(1962), 《제러드 비전들》(1963), 《폐허의 천사들》(1965) 등이 자연 발생적인 문장으로 구성과 체계를 갖추지 않고 쏟아져 나왔다. 시집으로는 《멕시코시티 블루스》(1959)가 있다.

## 참고 자료
- 이 문서에는 다음커뮤니케이션(현 카카오)에서 GFDL 또는 CC-SA 라이선스로 배포한 글로벌 세계대백과사전의 내용을 기초로 작성된 글이 포함되어 있습니다.